# Kleine Werder
Kleine Werder ist die Bezeichnung für eine Gruppe unbewohnter und nicht fest geographisch trennbarer Inseln in der Ostsee. Sie gehören zur Gemeinde Groß Mohrdorf in Mecklenburg-Vorpommern.
Die einzelnen Inselteile werden durch flache, teilweise trockenfallende Wasserarme voneinander getrennt. Die höchsten Punkte liegen maximal einen Meter über dem Meeresspiegel. Die Kleinen Werder befinden sich östlich der Halbinsel Großer Werder und westlich der ebenfalls unbewohnten Insel Bock. Von dieser sind sie ebenfalls durch schmale, flache Wasserläufe getrennt. Sie alle sind seit dem 19. Jahrhundert durch Sedimentanspülungen entstanden, die zuvor insbesondere am Darßer Ort abgetragen und von der Westströmung nach Osten verlagert wurden. Auf den Inseln brüten und rasten zahlreiche Vögel, weshalb sie zur Schutzzone I des Nationalparks Vorpommersche Boddenlandschaft erklärt wurden und nur mit besonderer Genehmigung betreten werden dürfen.